# Poecilips
Poecilips är ett släkte av skalbaggar. Poecilips ingår i familjen vivlar.

## Dottertaxa tillPoecilips, i alfabetisk ordning[1]
- Poecilips abruptulus
- Poecilips abruptus
- Poecilips acuminatus
- Poecilips apicatus
- Poecilips asper
- Poecilips aterrimus
- Poecilips bambesanus
- Poecilips brevior
- Poecilips brunneus
- Poecilips campnospermae
- Poecilips caraibicus
- Poecilips chimbui
- Poecilips ciliatus
- Poecilips collaris
- Poecilips confertus
- Poecilips confusus
- Poecilips congonus
- Poecilips crassiventris
- Poecilips creber
- Poecilips cylindricus
- Poecilips decipiens
- Poecilips dubius
- Poecilips eggersi
- Poecilips elongatulus
- Poecilips fagi
- Poecilips fallax
- Poecilips fijianus
- Poecilips fulgens
- Poecilips furvus
- Poecilips grandis
- Poecilips granulicauda
- Poecilips imitans
- Poecilips incognitus
- Poecilips intermedius
- Poecilips japonicus
- Poecilips klapperichi
- Poecilips laevicollis
- Poecilips laticollis
- Poecilips latior
- Poecilips linearis
- Poecilips loebli
- Poecilips longior
- Poecilips malgasicus
- Poecilips marginatus
- Poecilips mauritianus
- Poecilips medius
- Poecilips minimus
- Poecilips minutissimus
- Poecilips mjoebergi
- Poecilips montanus
- Poecilips niger
- Poecilips nigronitens
- Poecilips nitidipennis
- Poecilips notatus
- Poecilips nuciferus
- Poecilips oblongus
- Poecilips obtusicollis
- Poecilips pilifrons
- Poecilips politus
- Poecilips pterydophytae
- Poecilips punctatus
- Poecilips queenslandi
- Poecilips recticollis
- Poecilips regularis
- Poecilips robustus
- Poecilips rotundicollis
- Poecilips rugulosus
- Poecilips salakensis
- Poecilips sannio
- Poecilips sculptilis
- Poecilips sierraleonensis
- Poecilips solomonicus
- Poecilips sparsepilosus
- Poecilips sparserugosus
- Poecilips spinipennis
- Poecilips squamifer
- Poecilips suaui
- Poecilips subacuminatus
- Poecilips subaplanatus
- Poecilips subcylindricus
- Poecilips subnitidus
- Poecilips subtuberculatus
- Poecilips subvulgaris
- Poecilips tapatapaoanus
- Poecilips tunggali